# Assitec Volley 2021-2022
Questa voce raccoglie le informazioni riguardanti l'Assitec Volley nelle competizioni ufficiali della stagione 2021-2022.

## Stagione
Nella stagione 2021-22 l'Assitec Volley assume la denominazione sponsorizzata di Assitec Volleyball Sant'Elia.
Partecipa per la prima volta alla Serie A2 terminando il girone A della regular season di campionato al nono posto in classifica. Disputa quindi la pool salvezza che chiude al sesto posto in classifica retrocedendo in serie Serie B1.

## Organigramma
Area direttiva
- Presidente: Silvia Parente
- Vice presidente: Federico Nicoletti
- Direttore generale: Gino Torrice
- Direttore sportivo: Angelo Palombo
- Team manager: Antonello Borrea

Area tecnica
- Allenatore: Emiliano Giandomenico
- Allenatore in seconda: Luigi Russo
- Assistente allenatore: Matteo Dell'Anna
- Scout man: Matteo Dell'Anna
- Responsabile settore giovanile: Andrea Vizzacaro

Area sanitaria
- Medico: Cristiano Marino
- Preparatore atletico: Serena Valente
- Fisioterapista: Daniele Biondi

## Rosa
| N° | Nome                  | Ruolo | Data di nascita  | Nazionalità sportiva |
| -- | --------------------- | ----- | ---------------- | -------------------- |
| 1  | Chiara Muzi           | O     | 23 ottobre 1998  | Italia               |
| 4  | Chiara Costagli       | S     | 17 luglio 1998   | Italia               |
| 5  | Silvia Lotti          | S     | 17 giugno 1992   | Italia               |
| 7  | Ilenia Cecchi         | C     | 1º agosto 1984   | Italia               |
| 8  | Flavia Nenni          | P     | 23 aprile 2002   | Italia               |
| 9  | Alessia Montechiarini | C     | 30 agosto 1994   | Italia               |
| 10 | Martina Lorenzini     | L     | 15 maggio 1992   | Italia               |
| 11 | Ylenia Vanni          | C     | 3 settembre 1984 | Italia               |
| 14 | Emanuela Fiore        | O     | 25 ottobre 1986  | Italia               |
| 15 | Federica Saccani      | P     | 4 settembre 1998 | Italia               |
| 17 | Nicole Tellaroli      | S     | 31 ottobre 2001  | Italia               |
| 18 | Aurora Poli           | C     | 19 novembre 1999 | Italia               |

## Mercato
| Acquisti | Acquisti              | Acquisti          | Acquisti   |
| R.       | Nome                  | da                | Modalità   |
| -------- | --------------------- | ----------------- | ---------- |
| C        | Ilenia Cecchi         | Capo d'Orso Palau | definitivo |
| S        | Chiara Costagli       | Megavolley        | definitivo |
| O        | Emanuela Fiore        | Sicilia           | definitivo |
| S        | Silvia Lotti          | Soverato          | definitivo |
| C        | Alessia Montechiarini | FLV Cerignola     | definitivo |
| O        | Chiara Muzi           | Sicilia           | definitivo |
| P        | Flavia Nenni          | Hermaea           | definitivo |
| C        | Aurora Poli           | Hermaea           | definitivo |
| P        | Federica Saccani      | Montale           | definitivo |
| S        | Nicole Tellaroli      | Teatina           | definitivo |
| C        | Ylenia Vanni          | Perugia           | definitivo |

| Cessioni | Cessioni         | Cessioni             | Cessioni   |
| R.       | Nome             | a                    | Modalità   |
| -------- | ---------------- | -------------------- | ---------- |
| C        | Maria Babatunde  | Hermaea              | definitivo |
| S        | Sofia Bianchella | Due Principati       | definitivo |
| S        | Gaia Blaseotto   | Aduna Padova         | definitivo |
| C        | Sara Borghesi    | ?                    | ?          |
| S        | Melissa Donà     | ?                    | ?          |
| O        | Lucija Giudici   | Vallecamonica Sebino | definitivo |
| C        | Sara Gradari     | ?                    | ?          |
| O        | Camilla Orazi    | Effe Isernia         | definitivo |
| C        | Aurora Poli      | Sicilia              | definitivo |
| L        | Sara Ridolfi     | ?                    | ?          |
| S        | Miriam Darco     | Effe Isernia         | definitivo |
| P        | Michela Trinca   | Pistoia La Fenice    | definitivo |
| P        | Sofia Turlà      | Bergamo 1991         | definitivo |
| P        | Valeria Volpe    | ?                    | ?          |
| S        | Giorgia Zubiani  | ?                    | ?          |

## Risultati

### Serie A2

#### Girone di andata
| 2ª Giornata - 17 ottobre 2021 Palazzetto dello Sport, Lanciano                   | Altino           | 0 - 3 | Assitec           | 18-25, 23-25, 13-25               |
| 3ª Giornata - 23 ottobre 2021 PalaCoccia, Veroli                                 | Assitec          | 1 - 3 | Millenium Brescia | 25-21, 9-25, 21-25, 18-25         |
| 4ª Giornata - 30 ottobre 2021 PalaCosta, Ravenna                                 | Olimpia Teodora  | 3 - 0 | Assitec           | 25-20, 25-14, 25-15               |
| 5ª Giornata - 3 novembre 2021 Palestra Comunale, Golfo Aranci                    | Hermaea          | 2 - 3 | Assitec           | 14-25, 25-17, 25-23, 22-25, 14-16 |
| 6ª Giornata - 7 novembre 2021 PalaCoccia, Veroli                                 | Assitec          | 2 - 3 | Marsala           | 18-25, 30-28, 25-21, 20-25, 12-15 |
| 7ª Giornata - 14 novembre 2021 Palazzetto dello Sport, San Giovanni in Marignano | Adolfo Consolini | 3 - 0 | Assitec           | 25-21, 25-9, 25-20                |
| 8ª Giornata - 17 novembre 2021 PalaFontescodella, Macerata                       | Helvia Recina    | 3 - 0 | Assitec           | 25-22, 25-17, 25-10               |
| 9ª Giornata - 21 novembre 2021 PalaIaquaniello, Sant'Elia Fiumerapido            | Assitec          | 0 - 3 | Academy Sassuolo  | 15-25, 20-25, 23-25               |
| 10ª Giornata - 27 novembre 2021 PalaMoncada, Porto Empedocle                     | Aragona          | 3 - 1 | Assitec           | 25-23, 25-22, 18-25, 25-18        |
| 11ª Giornata - 5 dicembre 2021 PalaIaquaniello, Sant'Elia Fiumerapido            | Assitec          | 0 - 3 | Futura Giovani    | 25-27, 23-25, 22-25               |

#### Girone di ritorno
| 13ª Giornata - 26 dicembre 2021 PalaIaquaniello, Sant'Elia Fiumerapido  | Assitec           | 3 - 1 | Altino           | 25-16, 23-25, 25-18, 25-20 |
| 14ª Giornata - 9 febbraio 2022 PalaGeorge, Montichiari                  | Millenium Brescia | 3 - 0 | Assitec          | 25-20, 25-19, 25-21        |
| 15ª Giornata - 17 febbraio 2022 PalaIaquaniello, Sant'Elia Fiumerapido  | Assitec           | 0 - 3 | Olimpia Teodora  | 19-25, 17-25, 21-25        |
| 16ª Giornata - 23 febbraio 2022 PalaIaquaniello, Sant'Elia Fiumerapido  | Assitec           | 1 - 3 | Hermaea          | 25-17, 18-25, 21-25, 20-25 |
| 17ª Giornata - 30 gennaio 2022 PalaBellina, Marsala                     | Marsala           | 3 - 0 | Assitec          | 25-20, 25-21, 25-23        |
| 18ª Giornata - 6 febbraio 2022 PalaIaquaniello, Sant'Elia Fiumerapido   | Assitec           | 3 - 0 | Adolfo Consolini | 25-23, 25-20, 25-23        |
| 19ª Giornata - 13 febbraio 2022 PalaIaquaniello, Sant'Elia Fiumerapido  | Assitec           | 0 - 3 | Helvia Recina    | 24-26, 16-25, 24-26        |
| 20ª Giornata - 20 febbraio 2022 Palestra Santissima Consolata, Sassuolo | Academy Sassuolo  | 3 - 0 | Assitec          | 25-22, 25-16, 25-17        |
| 21ª Giornata - 27 febbraio 2022 PalaIaquaniello, Sant'Elia Fiumerapido  | Assitec           | 3 - 0 | Aragona          | 25-16, 27-25, 25-23        |
| 22ª Giornata - 6 marzo 2022 PalaBorsani, Castellanza                    | Futura Giovani    | 3 - 0 | Assitec          | 25-22, 25-15, 25-22        |

#### Pool Salvezza

##### Andata
| 1ª Giornata - 20 marzo 2022 PalaIaquaniello, Sant'Elia Fiumerapido  | Assitec     | 3 - 2 | Sicilia | 25-19, 25-22, 20-25, 21-25, 15-13 |
| 2ª Giornata - 27 marzo 2022 PalaRizza, Modica                       | Modica      | 3 - 0 | Assitec | 25-13, 25-18, 25-23               |
| 3ª Giornata - 2 aprile 2022 Centro Pavesi, Milano                   | Club Italia | 3 - 1 | Assitec | 19-25, 26-24, 25-23, 25-23        |
| 4ª Giornata - 10 aprile 2022 PalaIaquaniello, Sant'Elia Fiumerapido | Assitec     | 3 - 1 | Vicenza | 14-25, 25-16, 25-20, 25-23        |

##### Ritorno
| 1ª Giornata - 16 aprile 2022 PalaCatania, Catania                   | Sicilia | 0 - 3 | Assitec     | 18-25, 13-25, 19-25        |
| 2ª Giornata - 24 aprile 2022 PalaIaquaniello, Sant'Elia Fiumerapido | Assitec | 3 - 1 | Modica      | 25-16, 25-16, 20-25, 25-16 |
| 3ª Giornata - 1º maggio 2022 PalaIaquaniello, Sant'Elia Fiumerapido | Assitec | 3 - 0 | Club Italia | 25-19, 26-24, 25-22        |
| 4ª Giornata - 7 maggio 2022 Palasport Città di Vicenza, Vicenza     | Vicenza | 3 - 1 | Assitec     | 25-20, 25-27, 25-15, 25-23 |

## Statistiche

### Statistiche di squadra
| Competizione | Punti | In casa | In casa | In casa | In trasferta | In trasferta | In trasferta | Totale | Totale | Totale |
| Competizione | Punti | G       | V       | P       | G            | V            | P            | G      | V      | P      |
| ------------ | ----- | ------- | ------- | ------- | ------------ | ------------ | ------------ | ------ | ------ | ------ |
| Serie A2     | 29    | 14      | 7       | 7       | 14           | 3            | 11           | 28     | 10     | 18     |
| Totale       | -     | 14      | 7       | 7       | 14           | 3            | 11           | 28     | 10     | 18     |

G = partite giocate; V = partite vinte; P = partite perse 

### Statistiche dei giocatori
| Giocatore        | Serie A2 | Serie A2 | Serie A2 | Serie A2 | Serie A2 | Totale | Totale | Totale | Totale | Totale |
| Giocatore        | P        | PT       | AV       | MV       | BV       | P      | PT     | AV     | MV     | BV     |
| ---------------- | -------- | -------- | -------- | -------- | -------- | ------ | ------ | ------ | ------ | ------ |
| I. Cecchi        | 4        | 6        | 5        | 0        | 1        | 4      | 6      | 5      | 0      | 1      |
| C. Costagli      | 28       | 291      | 226      | 53       | 12       | 28     | 291    | 226    | 53     | 12     |
| E. Fiore         | 21       | 254      | 228      | 9        | 17       | 21     | 254    | 228    | 9      | 17     |
| M. Lorenzini     | 28       | 0        | 0        | 0        | 0        | 28     | 0      | 0      | 0      | 0      |
| S. Lotti         | 24       | 244      | 207      | 27       | 10       | 24     | 244    | 207    | 27     | 10     |
| A. Montechiarini | 27       | 234      | 148      | 75       | 11       | 27     | 234    | 148    | 75     | 11     |
| C. Muzi          | 17       | 53       | 45       | 4        | 4        | 17     | 53     | 45     | 4      | 4      |
| F. Nenni         | 21       | 3        | 2        | 1        | 0        | 21     | 3      | 2      | 1      | 0      |
| A. Poli          | 6        | 33       | 21       | 8        | 4        | 6      | 33     | 21     | 8      | 4      |
| F. Saccani       | 28       | 57       | 17       | 12       | 28       | 28     | 57     | 17     | 12     | 28     |
| N. Tellaroli     | 21       | 91       | 76       | 10       | 5        | 21     | 91     | 76     | 10     | 5      |
| Y. Vanni         | 28       | 217      | 164      | 47       | 6        | 28     | 217    | 164    | 47     | 6      |

P = presenze; PT = punti totali; AV = attacchi vincenti; MV = muri vincenti; BV = battute vincenti